# Ethelberto de Wessex
Ethelberto de Wessex o Æþelberht de Wessex (que significa Noble Magnífico) (n. 835-m. 865), fue el tercer hijo varón -seis en total- de Ethelwulfo, rey de Wessex, y de su primera esposa, Osburga. Fue rey de Wessex entre los años 860 y 865.

## Biografía
En 852 su padre le otorga la lugartenencia del reino de Kent como subregulus (sub-rey), tras la muerte de su hermano mayor y heredero de la corona, Athelstan.
Al morir su hermano, el rey Ethelbaldo el 20 de diciembre de 860, le sucede en el trono de Wessex, como su padre y su hermano fue coronado en Kingston upon Thames.

## Fallecimiento
Murió en el otoño del año 865, a los 29 años de edad, siendo sepultado en la abadía de Sherborne, en Dorset.